# Jüdische Gemeinde zu Halle
Die Jüdische Gemeinde zu Halle besteht mit Unterbrechungen seit dem Hochmittelalter. Von 1493 bis Ende des 17. Jahrhunderts war Juden der Zugang zur Stadt Halle (Saale) verboten, dann gab es eine wachsende Zahl jüdischer Bewohner bis zur Vernichtung in der Zeit des Nationalsozialismus. Ab 1947 bestand wieder eine Gemeinde, deren Mitgliederzahl erst nach 1990 stark angestiegen ist. Der antisemitische Anschlag in Halle (Saale) 2019 auf die Synagoge machte die Gemeinde sehr bekannt.

## Geschichte

### Mittelalter
Trotz vorheriger Spuren von Fernkaufleuten im Salzhandel ist eine Jüdische Gemeinde in Halle erst im Jahr 1184 gesichert, eine Anzahl Bewohner im „Judendorf“ belegt durch Grabungen am Saaleufer neben der späteren Moritzburg, ferner eine Synagoge und eine Mikwe. Ebenfalls soll es einen jüdischen Friedhof außerhalb der Stadt am heutigen Jägerplatz gegeben haben. Die Juden mussten dem neu gegründeten Kollegialstift in der Burg Seeburg eine Abgabe zahlen. 
Zu Beginn des 13. Jahrhunderts sollen Christen das Dorf in Brand gesteckt und seine Bewohner vertrieben haben. Unter Schutz des Erzbischofs von Magdeburg kehrten die Juden bald wieder zurück, doch verlangte er dafür erhebliche Geldzahlungen. Als der Rat noch versuchte, „seine“ Juden mit zusätzlichen Steuern zu belasten, traten sie in den Schutz von Kloster Neuwerk und damit des Erzbischofs. Die Pest 1348/1349 forderte unter den Juden in Halle zahlreiche Opfer. Nach ihrer erneuten Vertreibung nahm die Stadt das „Judendorf“ in Besitz, aber wenige Jahre später kehrten die Bewohner zurück. Gegen Ende des 14. Jahrhunderts kamen wegen angeblicher  Brunnenvergiftung erneut viele Juden zu Tode, abermals beschützte sie der Magdeburger Erzbischof gegen hohe Zahlungen an ihn. Im Spätmittelalter bestand in Halle neben der jüdischen Gemeinde zu Erfurt die zweitgrößte jüdische Gemeinde Mitteldeutschlands. Ab dem 15. Jahrhundert entrichtete die Gemeinde auch an die deutschen Kaiser Tribute, so z. B. an Kaiser Sigismund eine Summe von 800 Gulden anlässlich seiner Krönung 1433. Als der Stadtrat auf Anordnung des Kardinal-Legaten Nikolaus von Kues (1451) die Hallenser Juden zwang, ihre Geldgeschäfte aufzugeben und besondere Abzeichen zu tragen, verließen sie die Stadt. Erst der Protest des Magdeburger Erzbischofs, der ihre Zahlungen benötigte, bewegte sie zur Rückkehr. Aber Erzbischof Ernst von Magdeburg setzte 1493 durch, alle Juden aus seinem Machtbereich für mehrere Jahrhunderte zu vertreiben. Er war zuvor auch als Richter am Sternberger Hostienschänderprozess 1492 in Mecklenburg beteiligt.

### Frühe Neuzeit bis Weimarer Republik

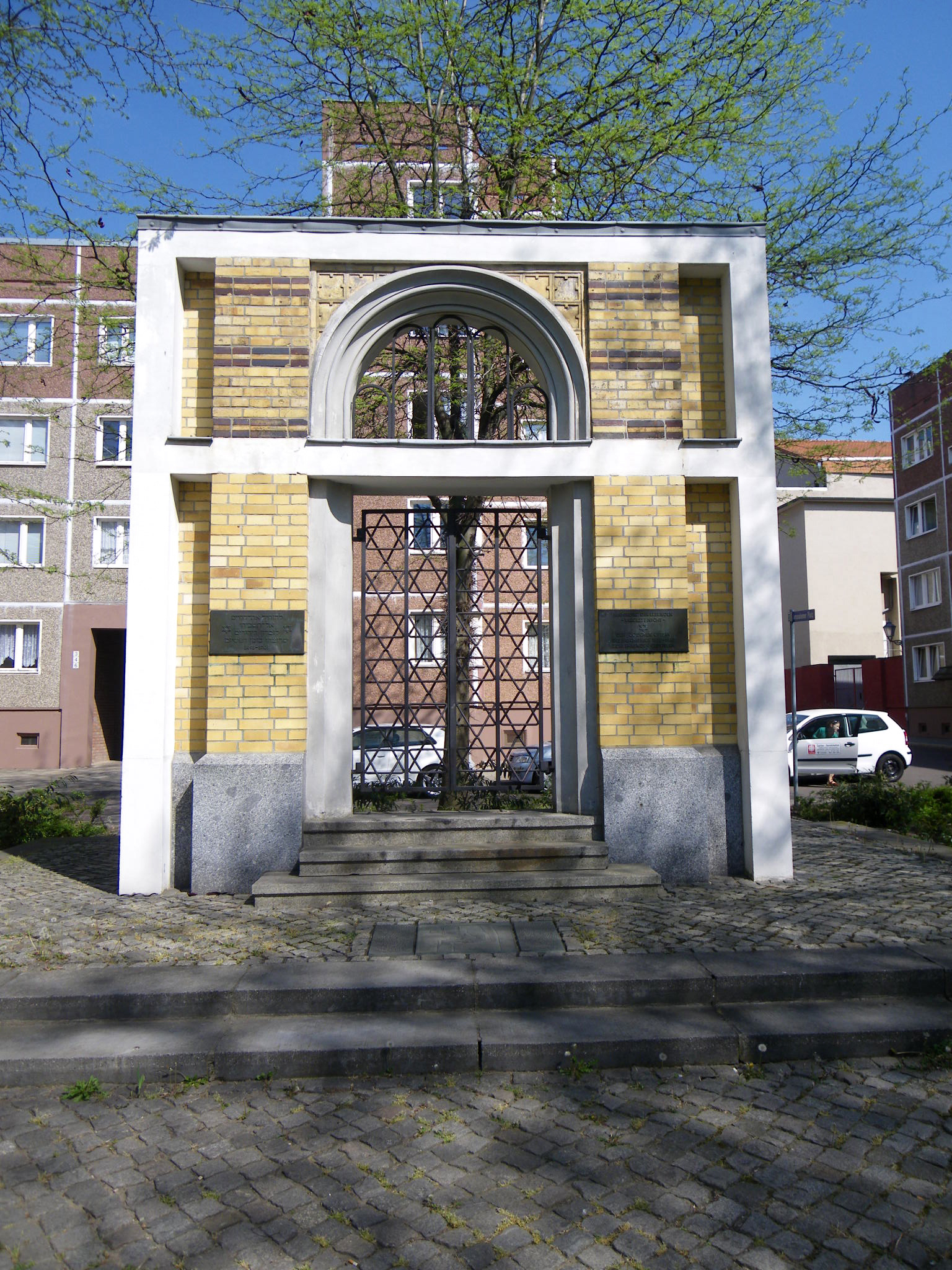
Portalnachbau der zerstörten hallischen Synagoge am Großen Berlin

Im 17. Jahrhundert bemühte sich der Kurfürst von Brandenburg, die Wirtschaft wieder aufzubauen; Ende des Jahrhunderts (ab 1688) lebten in Halle zwölf „Schutzjuden“ mit ihren Familien, mindestens 70 Personen. 1704 verlieh der preußische König den Hallenser Juden ein Generalprivileg, das ihnen gestattete, ihre Gemeinde unter eigene Organisation zu nehmen und eigene Gerichtsbarkeit auszuüben. Juden durften an der Universität Halle studieren, aber nur auf den freien Arztberuf. Der erste jüdische Mediziner schloss sein Studium hier 1724 ab. Um 1700 entstand die Synagoge in der Großen Brauhausstraße, wurde 1724 zerstört und bald darauf wieder aufgebaut.
Durch ihre Aktivitäten trugen die Juden im 18. und besonders 19. Jahrhundert zum wirtschaftlichen  Aufschwung der Stadt bei. Die  Zahl der jüdischen Einwohner stieg in der zweiten Hälfte des 19. Jahrhunderts durch zahlreiche Kauf- und Warenhäuser; diese versorgten die in der Industrie Beschäftigten. Die bisher genutzte Synagoge wurde zu klein. 1858 konstituierte sich die neue Synagogengemeinde Halle. 1870 wurde am ehemaligen Platz am Martinsberg (heute Kleine Brauhausstraße) die neue Synagoge eingeweiht. Vorbild des Neubaus war die repräsentative Berliner Synagoge an der Oranienburger Straße.

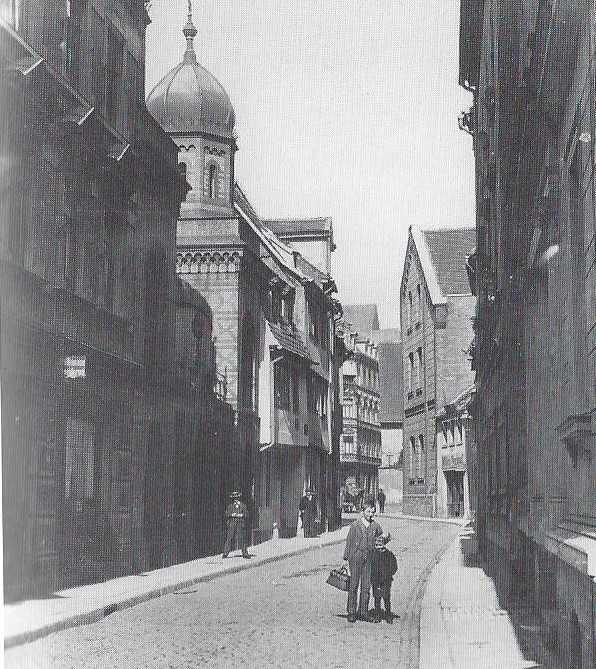
Die alte hallische Synagoge in der Kleinen Brauhausstraße (um 1900)

In der Weimarer Republik wurde die Universität Halle zu einem Zentrum antisemitischer Studenten, die sich früh in der Deutschen Studentenschaft sammelten. Der Soziologe Friedrich Otto Hertz steuerte dem entgegen, wurde dafür aber 1933 entlassen. Noch wurden die jüdischen Einrichtungen weiter ausgebaut, so durch die 1929 eingeweihte Trauerhalle in der Boelckestraße 24 (heute Dessauer Straße).

### Zeit des Nationalsozialismus
Ende März 1933 veröffentlichte das „Zentralkomitee zur Abwehr jüdischer Greuel- und Boykottpropaganda“ auf Flugblättern Aufrufe zum Boykott jüdischer Geschäfte: Fast 120 Adressen jüdischer Geschäfte, Rechtsanwalts- und Arztpraxen wurden genannt. Der eigentliche Boykott begann am Vorabend des 1. April mit mehreren Massenkundgebungen. Am folgenden Tage ließen zahlreiche jüdische Geschäftsleute ihre Läden geschlossen. Wie überall in Deutschland wurden auch die Hallenser Juden immer mehr aus dem öffentlichen Leben verdrängt. In der Pogromnacht 1938 wurde die Hallesche Synagoge am Großen Berlin in Brand gesetzt. Der völlig zerstörte Synagogenbau wurde 1940 abgetragen, die Abrisskosten der jüdischen Gemeinde in Rechnung gestellt. Auch die erst 1929 eingeweihte Jüdische Trauerhalle in der Boelckestraße 24 wurde schwer beschädigt und 1939/40 kurzzeitig als Ghetto für sogenannte jüdische „Rückwanderer“ aus dem Westen genutzt. Etwa 200 jüdische Männer wurden verhaftet und größtenteils ins KZ Buchenwald transportiert; nach einigen Wochen meist wieder auf freien Fuß gesetzt. Die Entlassung von Juden aus ihren Arbeitsverhältnissen und „Arisierung“ etwa der Warenhäuser (Kaufhaus Lewin, Markt 3–7, zu Biermann & Semrau) bzw. Liquidierung ihrer Geschäfte machten viele arbeitslos und arm. Die „einsatzfähigen Juden“ wurden zur Zwangsarbeit verpflichtet, erstmals im Oktober 1939, als sie im Tief- und Straßenbau und bei der Straßenreinigung eingesetzt wurden.
Ausgewählte Häuser im Stadtgebiet wurden als „Judenhäuser“ deklariert, wo die Kommune ab September 1939 die noch in Halle verbliebenen Juden konzentrierte; sie standen u. a. in der Großer Berlin 8, Boelckestraße 24, Germarstraße 12, Forsterstraße 13, Hindenburgstraße 34 und 63 und Humboldtstraße 52. Bis 1941 sind vermutlich zwei Drittel der in Halle ansässigen Juden ausgewandert; die meisten der fast 600 Personen emigrierten nach Schanghai, England, in die USA und nach Palästina. Zu ihnen gehörte der Philosoph und Rabbiner Emil Fackenheim. Deportationen begannen vermutlich Ende Mai 1942; bereits ab April liefen die Vorbereitungen für den ersten Transport; dazu mussten sich die Betroffenen im jüdischen Gemeindehaus einfinden, um den Hausrat aufzulisten und eine Vermögenserklärung abzugeben. Insgesamt sollen im April 1942 etwa 100 Juden „in den Osten“ deportiert worden sein, alte Menschen wurden meist nach Theresienstadt gebracht.

### Nach 1945 bis in die Gegenwart

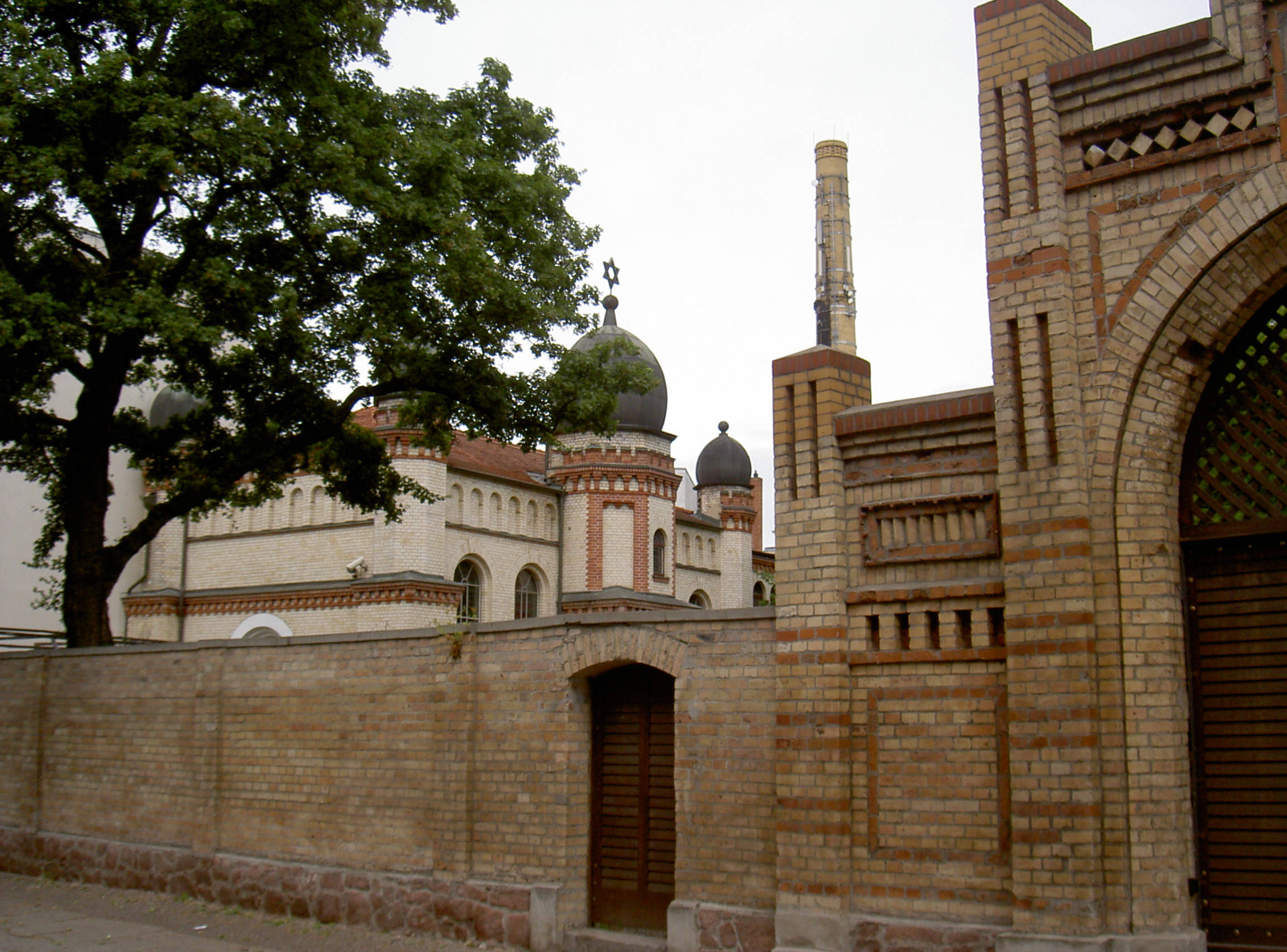
Gegenwärtige Synagoge in Halle (Saale), Ort des Anschlags 2019

Die prägende Gestalt nach 1945 wurde beim Aufbau der mit 85 Mitgliedern (Höchstzahl 1948) kleinen Gemeinde in der SBZ/DDR der parteilose Hermann Baden, der 1962 starb. Er führte auch den Verband der Jüdischen Gemeinden in der DDR, seine Neutralität gegenüber dem SED-Kurs machte ihn bei der Partei unbeliebt. Ihm gelang aber 1953 die Wiederherrichtung einer kleinen Synagoge in der Humboldtstraße. In den Folgejahrzehnten bis zu ihrem Tod 1986 prägte das umstrittene SED-Mitglied Karin Mylius mit einer falschen jüdischen Identität unter dem Schutz des MfS die Gemeinde. Im Jahr 1989 bestand sie nur noch aus fünf Mitgliedern.
Ab 1991 setzte die Zuwanderung aus den ehemaligen GUS-Staaten ein, die die Gemeinde wieder anwachsen ließ. Seit dem Höhepunkt 2008 sank die Zahl auf etwa 525 Personen. Eine identitätsbildende Maßnahme war die Stiftung des regionalen Emil-L.-Fackenheim-Preises für Toleranz und Verständigung im deutsch-jüdischen Bereich. Die Gemeinde hat heute wieder einen eigenen Rabbiner, Elischa Portnoy, den sie mit der Gemeinde in Dessau-Roßlau teilt. Zum Anschlag 2019 in der Humboldtstraße siehe den eigenen Artikel.

## Einzelbelege
1. ↑  'Regesta archiepiscopatus Magdeburgensis : Sammlung von Auszügen aus Urkunden und Annalisten zur Geschichte des Erzstifts und Herzogthums Magdeburg. 1, Bis zum Tode des Erzbischofs Wichmann (1192)' - Digitalisat | MDZ. Abgerufen am 8. November 2021.
2. ↑  Auf dem Provinzial-Concil von Bamberg schärfte Cusanus die kanonische Satzung von dem Judenabzeichen ein, daß die Männer einen rothen, runden Flecken an der Brust, die Frauen einen blauen Streifen auf dem Kopfputze tragen, und daß die Christen bei Vermeidung des schwersten Bannes nicht Geld auf Zins von Juden borgen sollten (Mai 1451). Zit. nach H. Graetz: G. d. Juden, III 4, 9. Kapitel (1873).
3. ↑  Hertz, Friedrich Otto. Abgerufen am 8. November 2021.
4. ↑  Hans-Walter Schmuhl: Halle in der Weimarer Republik und im Nationalsozialismus. Halle (Saale) 2007, ISBN 978-3-89812-443-0.
5. ↑  Das Leben in der Boelckestraße 24 - Stolpersteine in Halle. Abgerufen am 8. November 2021 (deutsch).
6. ↑  Katja Pausch: Glanzvolle Vergangenheit: Kaufhaus Lewin war ein berühmter Konsumtempel. Abgerufen am 8. November 2021.
7. ↑  Halle (Saale) - Händelstadt: 21.11.2010 23-29-00. Abgerufen am 8. November 2021.
8. ↑  Mitgliederzahlen nach Offenberg (1998), S. 326
9. ↑  mdr.de: Jüdisches Leben in Sachsen-Anhalt – vor und nach dem Anschlag in Halle | MDR.DE. Abgerufen am 8. November 2021.
10. ↑  Klaus Hillenbrand: Anschlag in Halle: Wiederbelebte kleine Gemeinde. In: Die Tageszeitung: taz. 9. Oktober 2019, ISSN 0931-9085 (taz.de [abgerufen am 8. November 2021]).
11. ↑  Gemeinde Halle/Saale. 13. November 2017, abgerufen am 9. November 2021.
12. ↑  Emil-L.-Fackenheim Preis. In: Jüdische Gemeinde Halle. 11. Juni 2014, abgerufen am 18. November 2021 (deutsch).
13. ↑  Rabbiner. In: Jüdische Gemeinde Halle. 11. Juni 2014, abgerufen am 8. November 2021 (deutsch).